# 姫君は俺のモノ
『姫君は俺のモノ』（ひめくんはおれのもの）は、千歳ぴよこによる日本の漫画作品で、成人向けボーイズラブ漫画の単行本。2005年12月20日に海王社より発行されている。

## 初出一覧
- 姫君は俺のモノ （GUSHmaniaEX「性感帯」特集）
- 恋愛サイエンス （桜桃書房月刊GUST（2002年11月号）掲載）
- 恋する君へのプレゼント （GUSH（2005年1月号）掲載）
- 初恋のオキテ （GUSH（2004年8～9月号）掲載）
- 姫君はずつと君のモノ （描き下ろし）
- フリートーク （描き下ろし）

## 登場人物
姫宮宰（ひめみや つかき）

後藤隆幸（ごとう たかゆき）

遠波光（とおなみ ひかる）

登内伸吾（とうち しんご）

沙雪（さゆき）

篠塚格（しのづか いたる）

西永翔太（にしなが しょうた）

鈴鹿（すずか）

## 書誌情報
- 『姫君は俺のモノ』（2005年12月20日初版第一刷発行 海王社〈GUSH mania COMICS〉） ISBN 4-87724-438-7